# Yann de zwerver
Yann de zwerver is een Franse stripreeks, waarvan het eerste deel verscheen in 1978 met een scenario van Robert Génin en getekend door Claude Lacroix. In het Nederlands zijn alleen de eerste drie delen van de serie uitgebracht door Dupuis. De oorspronkelijke Franse uitgaven (5 delen) verschenen bij Glénat.

## Verhaal
Yann is een intergalactische reiziger wiens tochten in elk deel op een andere planeet worden gevolgd. Er heerst op die betreffende planeet dan veelal een maatschappelijk probleem waarvoor Yann zich inspant. In het derde deel belandt Yann op de planeet Fyton, nadat hij nieuwsgierig ging kijken in een tijdcapsule die door geleerden wordt teruggehaald.

## Albums
Alle albums zijn geschreven door Robert Génin en getekend door Claude Lacroix.
| Nummer | Titel (jaar)                   | Franse titel                    |
| ------ | ------------------------------ | ------------------------------- |
| 1      | De planeet der illusies (1980) | La planète aux illusions (1978) |
| 2      | De wachtende wijzen (1980)     | La cité des sept sages (1979)   |
| 3      | De schuwe planeet (1981)       | Le refus des étoiles (1980)     |
| 4      |                                | L'île des fous (1982)           |
| 5      |                                | Les survivants de Galia (1984)  |